# 블루밍턴 프레러선더
| 블루밍턴 프레러선더     |                                     |
| 콘퍼런스                | 터너 콘퍼런스 (2010년~2011년)       |
| 디비전                  | -                                   |
| 설립연도                | 2006년 2010년(CHL 가입)             |
| 해체연도                | 2011년                              |
| 역사                    | 블루밍턴 프레러선더 (2006년~2011년) |
| 경기장                  | U.S. 셀룰러 콜리시엄                |
| 연고지                  | 일리노이주 블루밍턴                 |
| 상징색                  | 파랑, 금, 은, 하양                  |
| 정규시즌 우승           | -                                   |
| 콘퍼런스 우승           | -                                   |
| 디비전 우승             | -                                   |
| 레이 미론 프레지던트 컵 | -                                   |
| 영구 결번               | -                                   |

블루밍턴 프레러선더(Bloomington PrairieThunder)는 미국 일리노이주 블루밍턴을 연고지로 하는 2010년부터 2011년까지 CHL 소속 아이스 하키팀이 있었다.

## 역대 홈경기장
| 경기장               | 사용기간      | 수용인원 | 장소                | 비고 |
| -------------------- | ------------- | -------- | ------------------- | ---- |
| 블루밍턴 프레러선더  |               |          |                     |      |
| U.S. 셀룰러 콜리시엄 | 2006년~2011년 | 7,000명  | 일리노이주 블루밍턴 | 빈칸 |